# A Raisin in the Sun

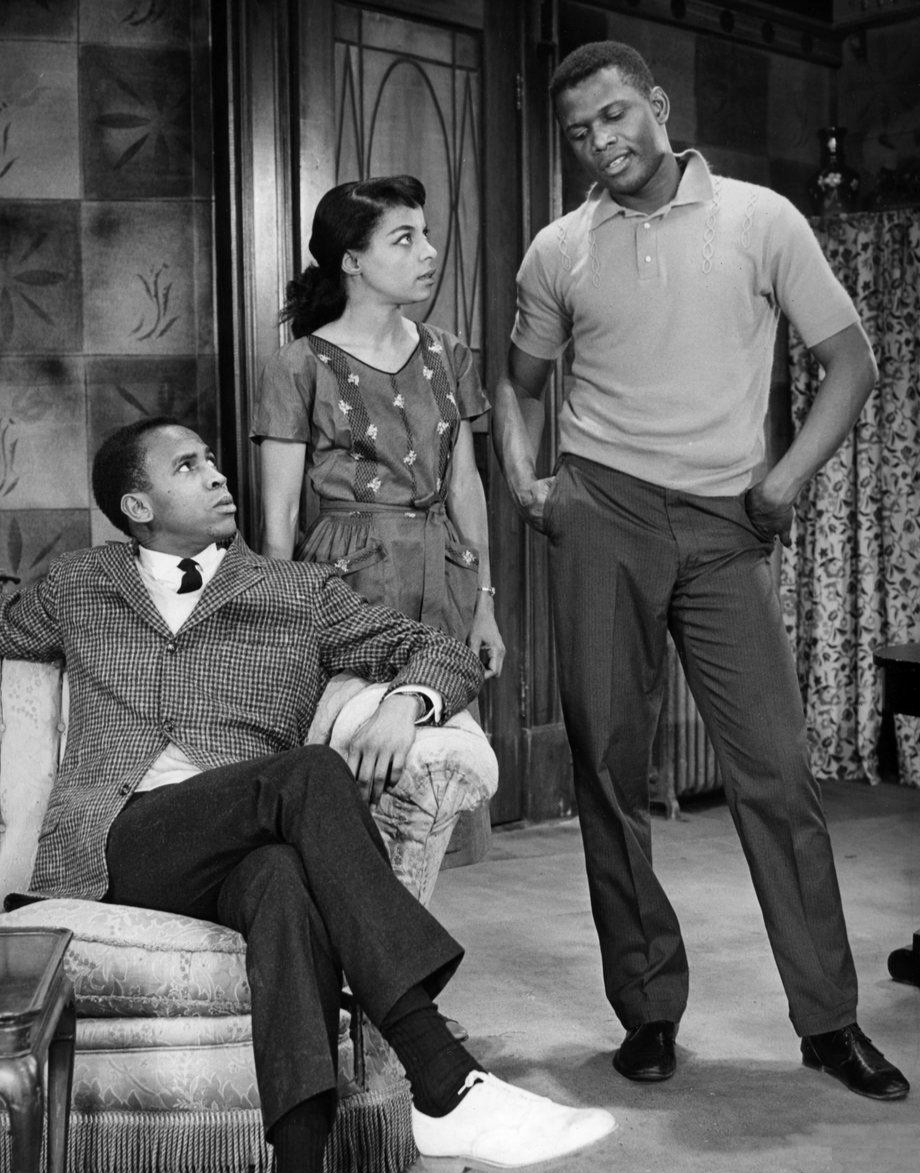
Foto einer Szene aus dem Stück

A Raisin in the Sun ist ein Theaterstück der US-amerikanischen Dramatikerin Lorraine Hansberry. Es erzählt von einer afroamerikanischen Arbeiterfamilie, die im Ghetto Chicagos lebt und unter Armut und Rassismus zu leiden hat. Der Titel des Stücks ist dem dritten Vers des Gedichtes Harlem von Langston Hughes entlehnt.
Bei seiner Uraufführung im Jahre 1959 war A Raisin in the Sun das erste Stück einer afroamerikanischen Autorin am Broadway. 1960 wurde das Theaterstück von Regisseur Daniel Petrie mit Sidney Poitier verfilmt. In Deutschland wurde der Film unter dem Titel Ein Fleck in der Sonne veröffentlicht.

## Handlung
Als Lena Younger, Protagonistin des Theaterstückes „A Raisin in the sun“ einen 10.000-$-Scheck ihres verstorbenen Ehemann erhält, gerät Bewegung in die 5-köpfige afroamerikanische Familie, die gemeinsam in einer baufälligen Zweizimmerwohnung im Südviertel von Chicago leben.
Zu Beginn der Handlung erwartet Lena Younger, Mutter zweier erwachsener Kinder namens Beneatha und Walter sowie dessen Ehefrau Ruth und deren Sohn (Enkel) Travis, von der Lebensversicherung ihres verstorbenen Ehemannes einen Scheck über 10.000 US-Dollar, den Walter in den Aufbau einer Geschäftsidee (einen Likörladen/Schnapsladen) investieren möchte, um aus der von ihm als diskriminierend erfahrenen Berufstätigkeit als Chauffeur flüchten zu können. Dazu kommt, dass Walter mit seiner Arbeit als Chauffeur auch nicht ausreichend Unterhalt für die Familie verdienen kann, sodass diese in Armut lebt. Beneatha dagegen erhofft sich von dem Erbe die Finanzierung ihres Medizinstudiums, wodurch der grundlegende Familienkonflikt des Theaterstücks entsteht.
Lena Younger, die im Buch meist Mama genannt wird, ist mit den Plänen des Sohnes Walter zunächst nicht einverstanden, da sie aufgrund ihrer religiösen Überzeugung Abneigungen gegen Alkohol hegt und auch mit Walters Alkoholkonsum nicht einverstanden ist, während Beneatha ihren Bruder ihrerseits daran erinnert, dass die Entscheidung zum Umgang mit dem Erbe ausschließlich in den Händen der Mutter liegt.
Da Ruth und Walter ein weiteres Kind erwarten, Ruth aber eine Abtreibung in Erwägung zieht, da ein weiteres Kind womöglich keinen Platz in der engen Wohnung finden könnte, kauft Mama von einem Teil des Gelds ein neues Haus in einem Weißen-Viertel namens Clybourne Park, da dieses viel billiger ist als Wohnungen in Vierteln für Schwarze. Ruth kommentiert ihre Entscheidung: „Goodbye misery, I don't never wanna see your ugly face again …“ Den Rest des Vermögens überlässt Mama Walter, mit dem Hinweis, dass er 3.000 Dollar für Beneathas Medizin-Studium zurücklegen solle und mit dem verbleibenden Geld versuchen kann, seine Träume zu verwirklichen. Dies hat mehrere Folgen. Zum einen tritt Karl Lindner, ein Vertreter des Wohnviertels Clybourne Park, mit der Younger-Familie in Kontakt. Er macht diesen verständlich, dass die Bewohner des Weißen-Viertels in ihrer Umgebung keine Schwarzen erwünschen und bietet der Familie sogar eine Provision an, sollten sie den Umzug nicht antreten. Walter schlägt Lindners Angebot jedoch aus. Er gibt das gesamte Geld Willy, um den Laden zu gründen. Dieser taucht allerdings mit den übrigen 6.500 Dollar von der Lebensversicherung und dem Geld von Walters Freund Bobo, der ebenfalls in den Laden investieren wollte, unter und ruiniert damit nicht nur die Finanzlage der Youngers, sondern zerstört auch die Träume Walters.
Daraufhin entschließt Walter sich, das Erbe auf eigene Faust in seinen Traum vom Wohlstand als künftiger Geschäftsführer zu investieren und übergibt seinem Straßenbekannten Willy Harris, einem der beiden Geschäftspartner neben „Bobo“, den Restbetrag des Schecks. Ersterer verschwindet mit dem Geld, sodass der Familie nichts mehr zur Verfügung steht und auch das Medizinstudium der Tochter Beneatha in Gefahr steht, fortgesetzt werden zu können.
Damit durchkreuzt Walter Beneathas Pläne, die entgegen den Wünschen ihres Bruders, sie solle sich als Putzfrau verdingen oder zumindest heiraten, ihr Medizinstudium an erste Stelle stellt. Zwei im Stück auftretende Verehrer von Beneatha bringen an dieser Stelle weitere Aspekte des Lebens als Afroamerikaner in das Stück mit ein: Bei dem einen handelt es sich um den wohlhabenden und gebildeten George Murchison, der den vollständig assimilierten schwarzen Mann darstellt. Bei dem anderen handelt es sich um Joseph Asagai, ein Medizin-Student aus Nigeria, den Beneatha im College kennengelernt hat. Sie ist fasziniert von Josephs Verbindung zu seinen nigerianischen Wurzeln in Afrika und lässt sich von ihm inspirieren, indem sie beispielsweise ihre langen Haare kurz schneidet und beginnt, afrikanische Kleidung zu tragen. Dies führt zu humorvollen Diskussionen mit dem Rest der Younger-Familie, die der Hinwendung zu den afrikanischen Wurzeln nicht viel abgewinnen kann und sich darüber lustig macht. Beneatha bleibt jedoch dabei und übt mittlerweile auch nigerianische Tänze ein.
Nachdem Walter jedoch den gesamten Rest des Geldes – anders als von Familienoberhaupt und Mutter Lena Younger verlangt – für sein eigenes Geschäft einzusetzen versucht und es dabei durch den Betrug seines Geschäftspartners und Straßenbekannten Geld Willy gänzlich verliert, weil dieser damit durchbrennt, drohen alle Träume zu zerplatzen. Der zweite Geschäftspartner des Dreierbundes, Bobo, teilt ihm bedrückt diese Nachricht mit, während die Familienmitglieder zuhören und in sich zu zerfallen scheinen – ein dramatischer Wendepunkt der Handlung.
Beneatha denkt infolgedessen als erste in der Familie über eine Lösung nach: Sie plant mit Joseph nach Nigeria auszuwandern, um die dortigen Heilmethoden in ihrer Tätigkeit als Ärztin zu integrieren.
Am Tag des Umzugs lädt Walter trotz Protesten der übrigen Familienmitglieder Karl Lindner ein zweites Mal ein. Er möchte dessen Angebot und Provision annehmen und so vor seiner Familie Wiedergutmachung für das verlorene Geld leisten.
Als Karl Lindner schließlich mit großspuriger Geste eintrifft und die Verträge zum Unterschreiben vorbereitet, schafft Walter es, auf die Worte seiner Mutter zu hören und sich eines Besseren zu besinnen: Überraschend vertritt er nun stattdessen vehement die Entscheidungen von Mutter Lena. In letzter Sekunde durchläuft er einen Sinneswandel: Mit einer selbstbewussten Rede, seine Familie sei stolz auf ihre Herkunft und werde vorbildliche Nachbarn in Clybourne Park sein, lehnt er Lindners Angebot erneut ab. Empört verlässt Karl daraufhin das Haus, während Mama zum ersten Mal wirklich stolz auf ihren Sohn ist und ihm dadurch die Anerkennung zuteil kommen lässt, nach der er sich lange sehnt.
Auch wenn das Ende offen bleibt, während die Familienmitglieder Umzugskisten packen und in das neue Haus ziehen, ist die Stimmung letztlich positiv. Das Stück endet mit einem kurzen Monolog der Mutter, die einen Moment allein in der nun leeren, alten Wohnung zurückbleibt und nachdenklich, aber auch innerlich ruhig wirkt.

## Sonstiges
Das Buch wird in Deutschland oft als Schullektüre in der gymnasialen Oberstufe verwendet und ist seit 2011 in einigen Bundesländern Abiturlektüre. Deshalb gibt es Ausgaben mit Lernhilfen (z. B. Klett: Text and study aids), Lehrerbücher und Unterrichtsmaterialien.